# 波兰球
波兰球亦称国家球（英語：Countryball），是一種基於政治諷刺的艺术流派和網絡迷因，主要以網絡漫畫的形式展現。在波蘭球作品中，國家或政治實體以擬人化的形式化身為球體進行交互。
波蘭球作品沒有特定的創作者，其敘事通常圍繞著特定國家的刻板印象、國際關係、地緣政治及歷史事件進行。波蘭球作品使用微軟畫圖或其他繪畫軟件創作，其常見特征包括粗糙的手繪畫風、政治不正确性與黑色幽默。
波蘭球的起源可以追溯至2009年8月，當時成千上萬的波蘭網民擁至drawball.com網站，將該插圖轉變為波蘭國旗。然而，Krautchan的英國用戶Falco通常被認為是波蘭球作品的創造者，該用戶創作了第一個波蘭球漫畫，以嘲笑使用蹩腳英語交流的波蘭網民Wojak。Falco於2009年9月使用微軟畫圖創作了漫畫，並將其發布至Krautchan。
波蘭球作品在網路上持續受到歡迎。截至2015年7月，Facebook波蘭球社群成員已逾215000人，而reddit子版塊r/Polandball則在2024年達到了超過650,000人的成員數量。其餘波蘭球社群也活躍於VKontakte、Telegram、YouTube、Twitter、百度貼吧和嗶哩嗶哩。這一迷因也成為了各種機構研究的主題，並且對其簡單和冒犯的特性提出了正面和負面評論。

## 历史沿革
波兰球的歷史可追溯至于2009年。在德语贴图网站Krautchan.net的英语图片社区/int/上，一個網名Falco的英国人在2009年9月開始用Windows画图软件创作早期的波兰球漫畫以讽刺一個使用蹩脚英语的，/int/上的活跃用户Wojak。Wojak是一位波兰裔英国移民，他当时正在讲他匮乏的员工贡献和发表民族主義言论。渐渐地他就扯到波兰女人相较外国女人的优越性。为了嘲讽他，Falco创造了最早的波兰球漫画，这个漫画和后来的几个成为了最先的典型的波兰球漫画。但其他人開始以此風格的波兰球漫画另行创作，因而令此風格的漫畫漸漸流行。而漫畫的話題不再局限於恶搞波蘭人或波蘭歷史。來自世界各地的作者透過波蘭球來反映對於國際議題，或特定國家的歷史文化觀點或見解。

## 主题
2010年波兰空军图-154坠机事件之后，網民對國際話題發表看法時，波兰球在網絡中漸漸流行。由於此次坠机事件使時任波兰总统莱赫·卡钦斯基遇难，而地點也發生於俄羅斯境內，因而在網絡世界引發了一系列涉及国际关系话题的討論。波兰球呈现了各國錯綜複雜的历史、外交关系以及刻板印象，突顯波兰人的民族情结。
波兰球漫画的題材不限、包羅萬象，作者所表達的觀點和主張也各有不一，但當中不少都是當代國際議題或過去歷史事件进行恶搞，例如一戰、二戰、欧债、英國脫歐等等。
波蘭球創作方法簡單、涉獵的題材多元，一般普羅大眾都可自由創作。不少畫家經常會拿一些尖銳的話題來惡搞（如種族清洗，日本侵华及瓜分波蘭）。隨著波蘭球興起，波蘭球漫畫的作者來自世界各地，創作的網民會按自身觀點及需要而自由揮發，選擇題材及創作方向。波蘭球漫畫一般會被視為具有惡搞的性質的網路迷因。
在現實世界，正式的波蘭國旗是上白下紅的，但在波蘭球內，由於不成文的習俗和規定（最开始FALCO（发明波兰球的人）在画波兰球时倒置颜色的原因不明，但画出来后波兰人很不满，其他人很高兴，认为达到了讽刺波兰人的目的，于是这种画法就被保留了下来），一般會於漫畫以上紅下白的顏色展示，變成類似於印尼國旗及摩納哥國旗。由於變得難以區別，因此在波蘭球系列的漫畫中若有印尼球出現，或者是波蘭球與印尼球同時出現的情況，作者一般會在印尼球上戴上一個斗笠，以示區別。至於摩納哥球則會畫得比一般的國家球還要小（因其「國土」特別的小），有時也會加上太陽眼鏡。
不同的國家球們有時會因應本國的一些刻板印象，而出現了某些行為例如德國只會不停的工作、作为意大利内飞地的梵蒂岡是義大利的拖油瓶、瑞士當充當護士（紅十字會即源自於瑞士）、奧地利充當心理醫生等。
有部分波蘭球作者亦將自己的作品以動畫的形式上載於YouTube等知名影片分享網站，有別於早期多數以平面設計為主。

## 其他波蘭球

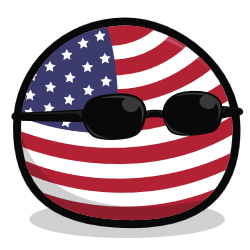
佩戴墨鏡的美國球
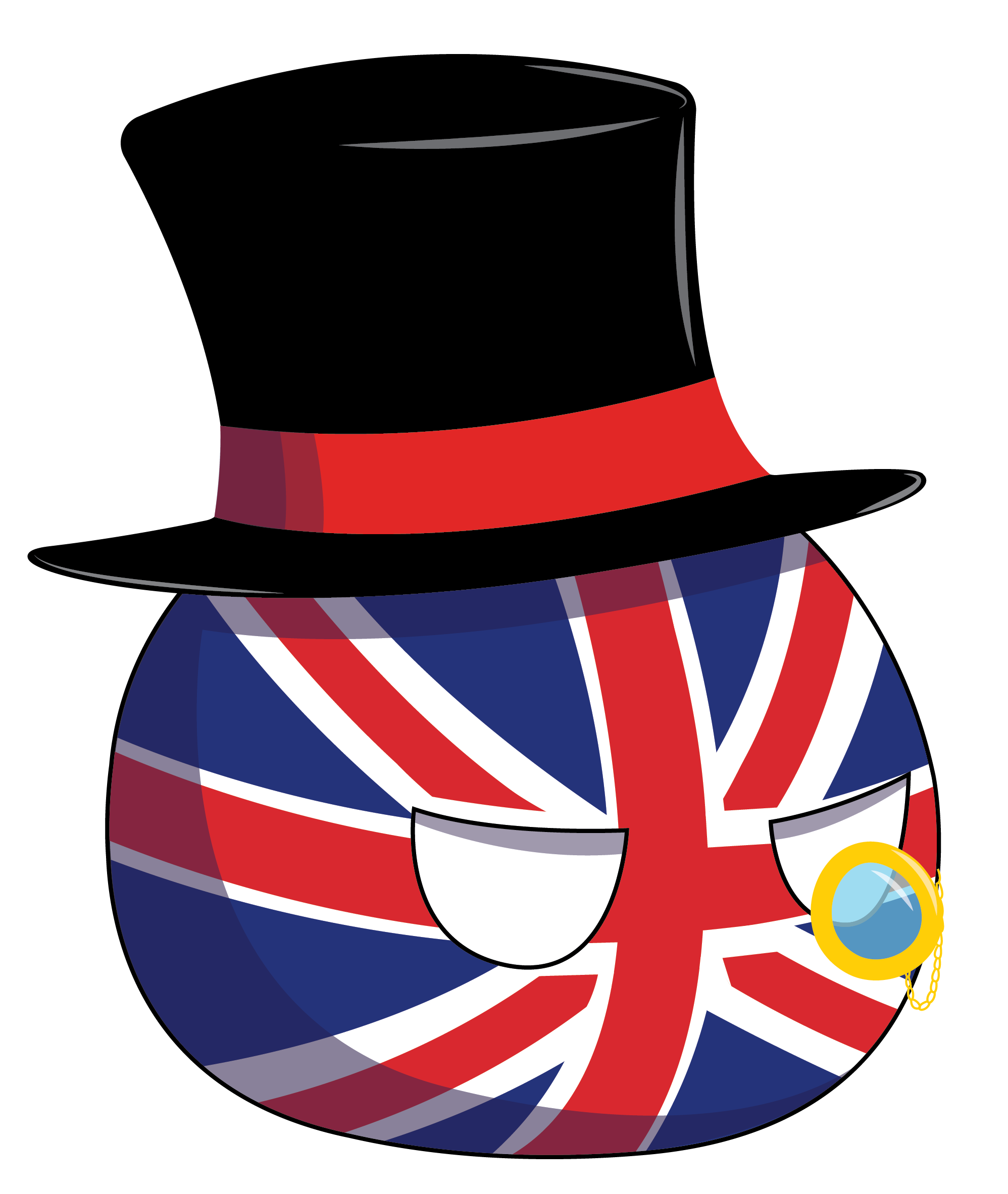
戴上大禮帽及單片眼鏡的英國球
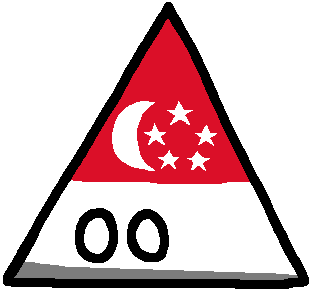
三角新加坡（Tringapore）
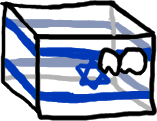
以色列立方（Israelcube）（美國密歇根州與俄羅斯猶太自治州也用同一方塊）
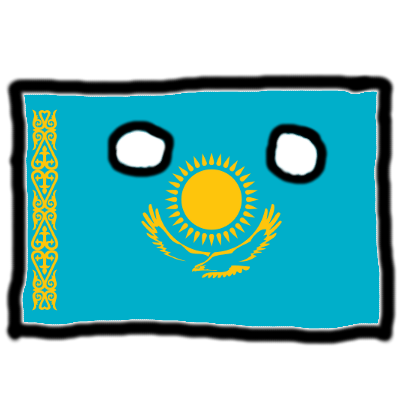
哈薩克磚（Kazakhbrick）
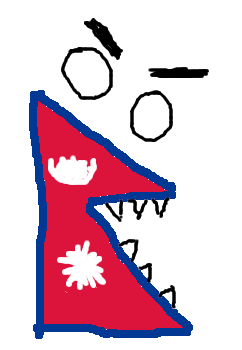
尼泊爾鋸齒（NepalRawr）
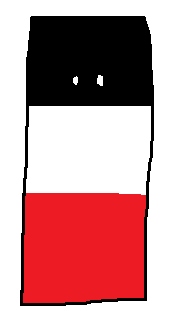
德意志方片（Reichtangle）

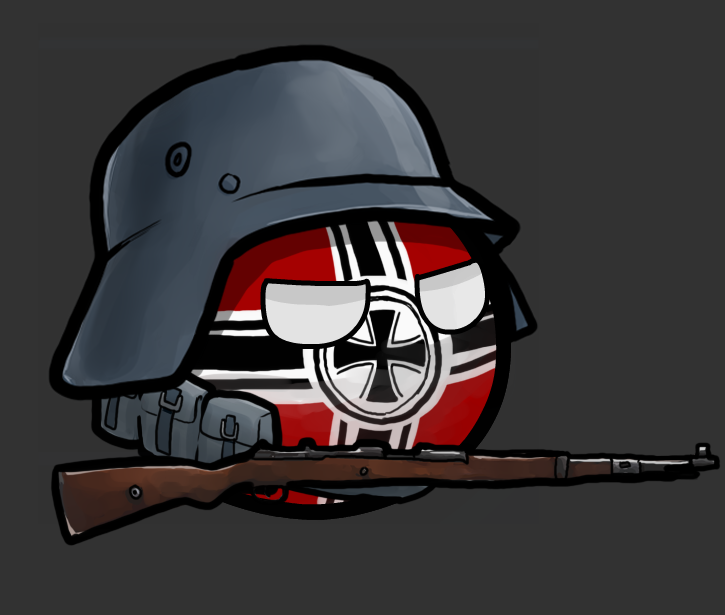
納粹球

波兰球主要涵盖以主權国家及地區为主题的漫画。但按照惯例，依旧称其为波兰球（Polandball）漫画，亦可称为国家球（countryball）漫画。事实上，隨著參與創作波蘭球的社群日漸壯大，以及基於漫畫與作者的需要，波蘭球漫畫除了會有主權国家的角色參與其中，超國家組織、地區合作組織及國際機構如歐洲聯盟、東協硬幣、聯合國、世界銀行等，也可以按照自身旗幟的設計而於漫画中出現。

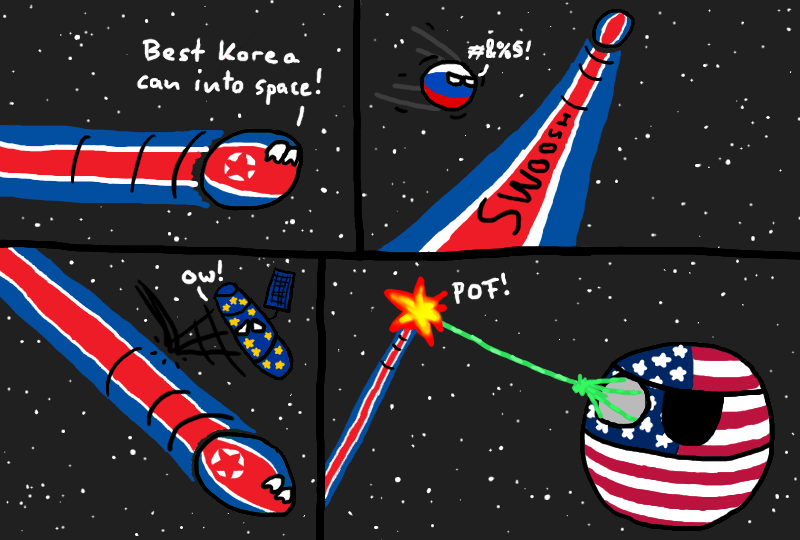
波兰球漫画作品《最好的朝鮮可以上太空》（Best Korea Can into Space）

個別國家和地區的形象並不以球形展示。典型的例子如新加坡及百慕達的形象为三角形（新加坡國土形狀似三角形、百慕達則有以百慕達三角聞名），因此新加坡被称作“Tringapore”（Singapore與triangle的组合）。以色列的漫画形象是超立方体形象展示（借此讽刺德國物理运动将爱因斯坦物理理论称作“犹太物理”，但後改變為立方體）。哈萨克斯坦则是砖块形（Kazakhbrick）。智利的国土形状酷似一条蚯蚓，因此在波兰球漫画中以智利虫（Chileworm）这种形式出现。此外，因为其国土尼泊尔因其国旗是世界上唯一非方形的国旗而被画成如同国旗形状的單薄紙片形象（通常會加上牙齒）。而俄亥俄州球因是世界唯一非方形的州旗，因此和尼泊尔一样，通常也会画上牙齿。英国球及英屬香港球则戴着黑色礼帽與单片眼镜——典型的“绅士”装扮，香港球戴禮帽與單片眼鏡代表了英屬香港時期。德意志第二帝国則是將德語「帝國」（Reich）和長方形（Rectangle）結合，所以在德意志帝国球愤怒时会被画成长方形（非立方体），稱作Reichtangle。在取得世界霸权之后的美国球一般会配上一副太陽眼鏡，以示他的傲氣。東南亞有時候会画成小眼睛或眯眯眼，用來讽刺西方人认為亚洲人的眼睛很小的刻板印象，有些國家還因為宗教和著名物，會帶上帽子，例如寒帶國家如俄羅斯及加拿大的禦寒帽。

### 來源
1. ↑  Procházka, Ondřej.  (PDF). Ostrava Journal of English Philology (University of Ostrava). 2016, 8: 9  [2024-10-17]. （原始内容存档 (PDF)于2021-04-10）.
2. 1 2  Orliński, Wojciech. . Gazeta Wyborcza. 5 August 2014  [6 August 2014]. （原始内容存档于1 January 2012） （波兰语）.
3. 1 2  Kapiszewski, Kuba. . Przegląd. 2010  [26 March 2012]. （原始内容存档于2014-08-05） （波兰语）.
4. 1 2  . Knowyourmeme.   [26 March 2012]. （原始内容存档于2012-09-16）.
5. ↑  Cegielski, Tomek. . Hiro.pl. 12 April 2011  [24 March 2012]. （原始内容存档于2011-04-15） （波兰语）.
6. ↑  Zapałowski, Radosław. . Cooltura. 15 February 2010  [6 August 2014]. （原始内容存档于2014年8月5日） （波兰语）.
7. 1 2  Fisher, Max. . Vox Media. 25 July 2014  [6 August 2014]. （原始内容存档于2018-08-23）.
8. ↑  . Argumenty i Fakty (伏尔加格勒). 6 August 2014  [8 November 2014]. （原始内容存档于2014年11月8日） （俄语）.
9. ↑  . Infokam. 7 August 2014  [8 November 2014]. （原始内容存档于2014年11月8日） （俄语）.
10. ↑  .   [2021-08-20]. （原始内容存档于2021-08-20） （英语）. In the very first polandball comics made on Krautchan in 2009, FALCO (the person who invented polandball) drew Poland's colors upside down. It's not known whether or not this was done by accident, or if he did it intentionally to piss off the Polish nationalists on that image board. Either way it worked, the Poles got angry about it, everyone else thought it was funny, and it stuck. That is the real reason why Poland is upside down.
11. ↑  . Lurkmore.to. 26 December 2011  [27 March 2012]. （原始内容存档于2021-04-21） （俄语）.